# IQ (groupe)
Pour les articles homonymes, voir IQ.
IQ est un groupe de rock néo-progressif britannique, originaire de Southampton, en Angleterre. Il est formé par Mike Holmes et Martin Orford en 1981. Aux côtés des groupes Pendragon et Marillion, il est l'un des piliers de la nouvelle vague du rock progressif des années 1980, le rock néo-progressif.

## Biographie

### Années 1980–1990
Une première ébauche d'IQ voit le jour en 1976 avec le groupe The Lens, composé entre autres de Peter Nicholls, Mike Holmes et Martin Orford. La formation crée essentiellement des compositions instrumentales avec toutefois de singulières contributions de Nicholls au chant. Certains morceaux créés alors seront réutilisés par la suite sur les albums d'IQ.
À partir de 1981, le groupe est composé de Martin Orford aux claviers, Mike Holmes à la guitare, Tim Esau à la basse et Mark Ridout aux percussions. Il ne sait pas trop quelle direction prendre et navigue entre le disco, le reggae, le hard rock et le rock progressif. En 1982, Mark Ridout est remplacé par Paul Cook, tandis que Peter Nicholls rejoint la formation. Le groupe se fait un nom sur la scène londonienne, jouant en première partie de son alter ego Marillion au célèbre Marquee Club.
IQ sort Tales from the Lush Attic en 1983 puis The Wake en juin 1985, mais ce dernier album est éclipsé par la parution de Misplaced Childhood, de Marillion, la même année. Ces deux albums sont fortement imprégnés de l'influence de Genesis, période Peter Gabriel. Des tensions au sein du groupe poussent Nicholls à partir. Le groupe recrute alors Paul Menel et sort deux albums qui le font entrer dans une nouvelle phase de son histoire : Nomzamo (1987) et Are You Sitting Confortably (1989). Ces albums sont décriés par les fans, car ils recherchent le succès commercial,. Tim Esau est sur le départ puis Menel quitte le groupe à son tour.
En 1991, Peter Nicholls revient, accompagné d'un bassiste, John Jowitt, issu de ARK, un groupe de néo-progressif de Birmingham. C'est en juin 1993 que sort Ever, qui signe la renaissance d'IQ, se caractérisant par un son plus travaillé, un mixage professionnel[réf. nécessaire]. En 1996 sort Forever Live, qui synthétise les treize années passées. Mais le plus grand succès du groupe reste Subterranea (1997), un concept-album inspiré de l'histoire de Kaspar Hauser, ovationné par la critique,, et plébiscité par les amateurs de rock progressif. C'est depuis Subterranea que la qualité sonore de l'enregistrement s'est affirmée : Ever sonnait encore un peu vieilli, ce qui lui conférait une certaine patine sonore[réf. nécessaire].

### Années 2000–2010
En 2000, le groupe produit The Seventh House, puis, en 2004, Dark Matter. Avec Dark Matter, l'on atteint un sommet du rock progressif : John Jowitt et Martin Orford sont désignés par la critique anglaise comme les meilleurs bassiste et claviériste de l'année ; le titre Harvest of Souls, epic de 24 minutes, reçoit les mêmes honneurs[réf. nécessaire].
En 2005, toutefois, le batteur Paul Cook - Cookie - décide de quitter le groupe pour se retirer paisiblement en Écosse. Andy Edwards, auditionné par le groupe, le remplace aussitôt. En 2007, c'est le claviériste, Martin Orford, pilier et fondateur du groupe, qui annonce à son tour son départ. Il est remplacé par Mark Westworth au pied levé, après avoir terminé son travail sur Frequency (2009), album accueilli favorablement par la critique. On peut encore y entendre la frappe lourde et précise d'Andy Edwards, qui décide par la suite de se « mettre en vacances » d'IQ ; c'est Paul Cook qui reprend sa place au sein du groupe pour la tournée Frequency. Andy Edwards ne manifestant pas l'envie de revenir, Cookie continue avec le groupe pour la tournée The Wake - 25th Anniversary. Dans une interview, Peter Nicholls assure, amusé, que son retour est définitif.
En novembre 2010, Mark Westworth annonce qu'il quitte le groupe à son tour et fait son dernier concert avec IQ le 11 décembre 2010. Ce sera aussi le dernier concert de John Jowitt, puisque le 7 janvier 2011, il annonce son départ sur le site internet du groupe après 19 années de service. Tim Esau, le bassiste originel du groupe, le remplace depuis lors.

## Discographie

### Albums studio
- 1982 : Seven Stories into Eight (voir compilation 1998)
- 1982 : Tales from the Lush Attic
- 1985 : The Wake
- 1987 : Nomzamo
- 1989 : Are You Sitting Comfortably?
- 1993 : Ever
- 1997 : Subterranea
- 2000 : The Seventh House
- 2004 : Dark Matter
- 2009 : Frequency
- 2014 : The Road of Bones
- 2019 : Resistance
- 2025 : Dominion

### Albums live
- 1986 : Living Proof (live)
- 1991 : J'ai Pollette D'arnu
- 1996 : Forever Live
- 2000 : Subterranea : The Concert
- 2003 : The Archive Collection: IQ20
- 2010 : The Wake in Concert
- 2012 : The Archive Collection: IQ30

### Compilations
- 1985 : Nine in a Pond is Here
- 1998 : Seven Stories into Ninety Eight (inédit)
- 1999 : The Lost Attic (inédit)
- 2008 : Frequency Tour CD 1
- 2008 : Frequency Tour CD 2

### Vidéos
- Forever Live (coffret VHS+CD 1996)
- Subterranea : The Concert (VHS 2000)
- Subterranea : The Concert (DVD 2002)
- IQ20 - The Twentieth Anniversary Show (DVD 2004)
- Live From London (concert enregistré le 13 mai 1985 à Londres) (DVD 2005)
- IQ Stage (DVD, 2006)
- Live in Holland (Dark Matter Tour avec un titre de Frequency, DVD édition spéciale avec l'album Frequency)